# Apanco
Apanco är en ort i Mexiko.   Den ligger i kommunen Matlapa och delstaten San Luis Potosí, i den sydöstra delen av landet, 210 km norr om huvudstaden Mexico City. Apanco ligger 154 meter över havet och antalet invånare är 364.
Terrängen runt Apanco är huvudsakligen kuperad, men åt sydväst är den bergig. Runt Apanco är det ganska tätbefolkat, med 67 invånare per kvadratkilometer. Närmaste större samhälle är Tamazunchale, 6,7 km söder om Apanco. I omgivningarna runt Apanco växer huvudsakligen savannskog.